# 2019冠狀病毒病藥物研發
2019冠狀病毒病藥物研發是指人們开发2019冠狀病毒病處方藥的过程，目的是治療2019冠狀病毒病的患者，減輕患者痛苦。從2020年初到2021年，几百家製藥公司、生物技術公司、大學研究小組、和衛生組織在臨床前或臨床研究的各個階段開發COVID-19疾病的候選治療藥物（2021年4月共有506個候選藥物），截至2021年4月 ，有419個候選藥物正在進行臨床試驗。
早在2020年3月，世界衛生組織 (WHO)、 歐洲藥品管理局 (EMA)、 美國食品藥品監督管理局 (FDA) 、 以及中國政府和藥品製造商 正在與學術和行業研究人員協調，以加快疫苗、抗病毒藥物、和感染後療法的開發。  世界衛生組織的國際臨床試驗註冊平台(ICTRP)已经記錄了536項臨床研究，以開發針對 COVID-19 感染的感染後療法， 許多已確定的抗病毒化合物用於治療臨床研究中的其他感染，將被重新利用。
2019冠状病毒病药物研发的方式主要有两种：一种是药物再利用研究，即考察已被批准用于治疗其他疾病的药物，研究是否可用于治疗2019冠状病毒病。通过这一途径开发的比较有代表性的药物有瑞德西韦和地塞米松。另一策略是针对新冠病毒感染机制及感染后症状开发全新的新药。用这种方法已经开发出的新药，包括Paxlovid、莫納皮拉韋、沙利姆單抗、Bebtelovimab及Evusheld抗体组合。
目前经由临床试验证明有较明确疗效的新冠药物，主要分两大类：一类是以沙利姆单抗、Bebtelovimab、Evusheld等为代表，通过生物技术开发出的抗体类生物大分子药物；另一类为小分子药物，如地塞米松、帕克斯洛維德及莫納皮拉韋。
藥物開發是一個多步驟的過程，通常需要五年以上的時間才能確保新化合物的安全性和有效性 。 一些國家監管機構，如歐洲藥品管理局 (EMA)和美國食品藥品監督管理局 (FDA)，批准了加快臨床試驗的程序。 到2021年6月，數十種潛在的感染後療法已進入人體試驗的最後階段 – III-IV 期臨床試驗。根據最近的杰富瑞集團有限公司估計，一種有效、方便的COVID-19治療方法的年銷售額可能超過$100億美元。